# Bästa maten
Bästa maten är ett svenskt matlagningsprogram i åtta delar från 2005. Programledare var kocken Magnus Svensson. Programmet visades i TV4 Plus.
Svensson reste runt i Sverige och lagade husmanskost med personer i deras hem, en traditionell rätt från det aktuella landskapet, och en modernare rätt.